# Парадокс лажљивца
У филозофији и логици, парадокс лажљивца се односи на изјаве као што су: „Ја лажем сада“ или „Ова изјава је лажна“. Покушај да се такви искази прогласе истинитим или неистинитим доводе до парадокса.
Овај парадокс се изворно приписује филозофу Епимениду са Крита (6. век п. н. е.) који је наводно изјавио:
„Крићани увијек лажу“.